# Barry Dancer
Barry Dancer (né le 27 août 1952 à Brisbane) est un joueur de hockey sur gazon australien. Il participe aux Jeux olympiques d'été de 1976 et il remporte la médaille d'argent de la compétition. De 1973 à 1979, il a joué 48 matchs pour l'équipe nationale australienne.

## Palmarès

### Jeux olympiques
- Jeux olympiques de 1976 à Montréal,  Canada
  -  Médaille d'argent.